# Christina Curry
Pour les articles homonymes, voir Christina et Curry.
Christina Curry, née le 27 août 1990 à Livingston, New Jersey, États-Unis, est un top model néerlandais.

## Biographie
Christina Curry est la fille d'Adam Curry et de Patricia Paay.

### Vie privée
De janvier 2013 à septembre 2014, elle a eu une relation avec le chanteur et musicien rock Elle Bandita (Raven van Dorst).
En 2015, elle était en couple avec la footballeuse du FC Twente, Lisa Bosveld,,.

## Filmographie
- 2003 : Adam's Family (émission de télévision) : elle-même
- 2010 : RTL Boulevard (nl) (émission de télévision) : elle-même
- 2011 : Life4You (nl) (émission de télévision) : elle-même - interviewée
- 2011 : MaDiWoDoVrijdagshow (nl) (émission de télévision) : elle-même
- 2015 : De Jongens tegen de Meisjes (nl) (émission de télévision) : elle-même - candidate